# Glen Lyn (Virginia)
Glen Lyn es una localidad del Condado de Giles, Virginia, Estados Unidos. Según el censo de 2000 tenía una población de 151 habitantes y una densidad de población de 89.7 hab/km².

## Demografía
Según el censo de 2000, había 151 personas, 57 hogares y 38 familias residiendo en la localidad. La densidad de población era de 89,7 hab./km². Había 62 viviendas con una densidad media de 36,8 viviendas/km². El 100,00% de los habitantes eran blancos. El 0,66% de la población eran hispanos o latinos de cualquier raza.
Según el censo, de los 57 hogares en el 36,8% había menores de 18 años, el 54,4% pertenecía a parejas casadas, el 12,3% tenía a una mujer como cabeza de familia y el 31,6% no eran familias. El 29,8% de los hogares estaba compuesto por un único individuo y el 15,8% pertenecía a alguien mayor de 65 años viviendo solo. El tamaño promedio de los hogares era de 2,65 personas y el de las familias de 3,36.
La población estaba distribuida en un 27,8% de habitantes menores de 18 años, un 11,3% entre 18 y 24 años, un 28,5% de 25 a 44, un 15,9% de 45 a 64 y un 16,6% de 65 años o mayores. La media de edad era 35 años. Por cada 100 mujeres había 93,6 hombres. Por cada 100 mujeres de 18 años o más, había 78,7 hombres.
Los ingresos medios por hogar en la localidad eran de 28.750 dólares ($) y los ingresos medios por familia eran 38.250 $. Los hombres tenían unos ingresos medios de 22.813 $ frente a los 18.750 $ para las mujeres. La renta per cápita para la ciudad era de 12.706 $. El 17,7% de la población y el 10,8% de las familias estaban por debajo del umbral de pobreza. El 31,7% de los menores de 18 años y el 7,7% de los habitantes de 65 años o más vivían por debajo del umbral de pobreza.

## Geografía
Según la Oficina del Censo de los Estados Unidos, Glen Lyn tiene un área total de 1,9 km² de los cuales 1,7 km² corresponden a tierra firme y 0,2 km² a agua. El porcentaje total de superficie con agua es 10,96%.